# Kadomatsu

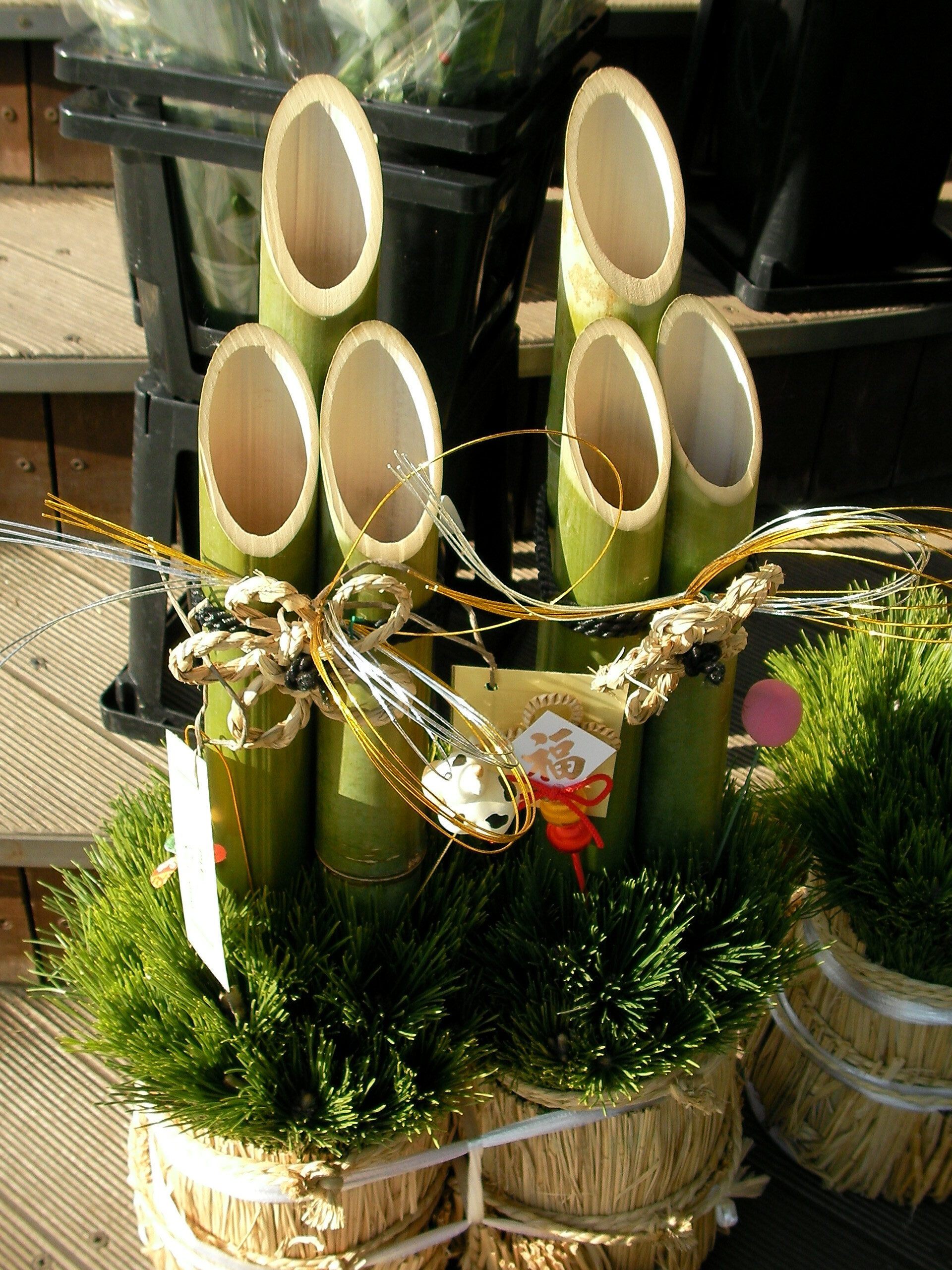
Hai cái kadomatsu làm bằng tre

Kadomatsu (門松 "cổng cây thông") là đồ trang trí truyền thống của Nhật Bản được làm trong dịp Tết. Chúng là một loại yorishiro, hoặc vật dùng để chào đón linh hồn tổ tiên hoặc kami của mùa thu hoạch. Kadomatsu thường được đặt thành từng cặp trước cửa nhà và các tòa nhà.

## Trưng bày

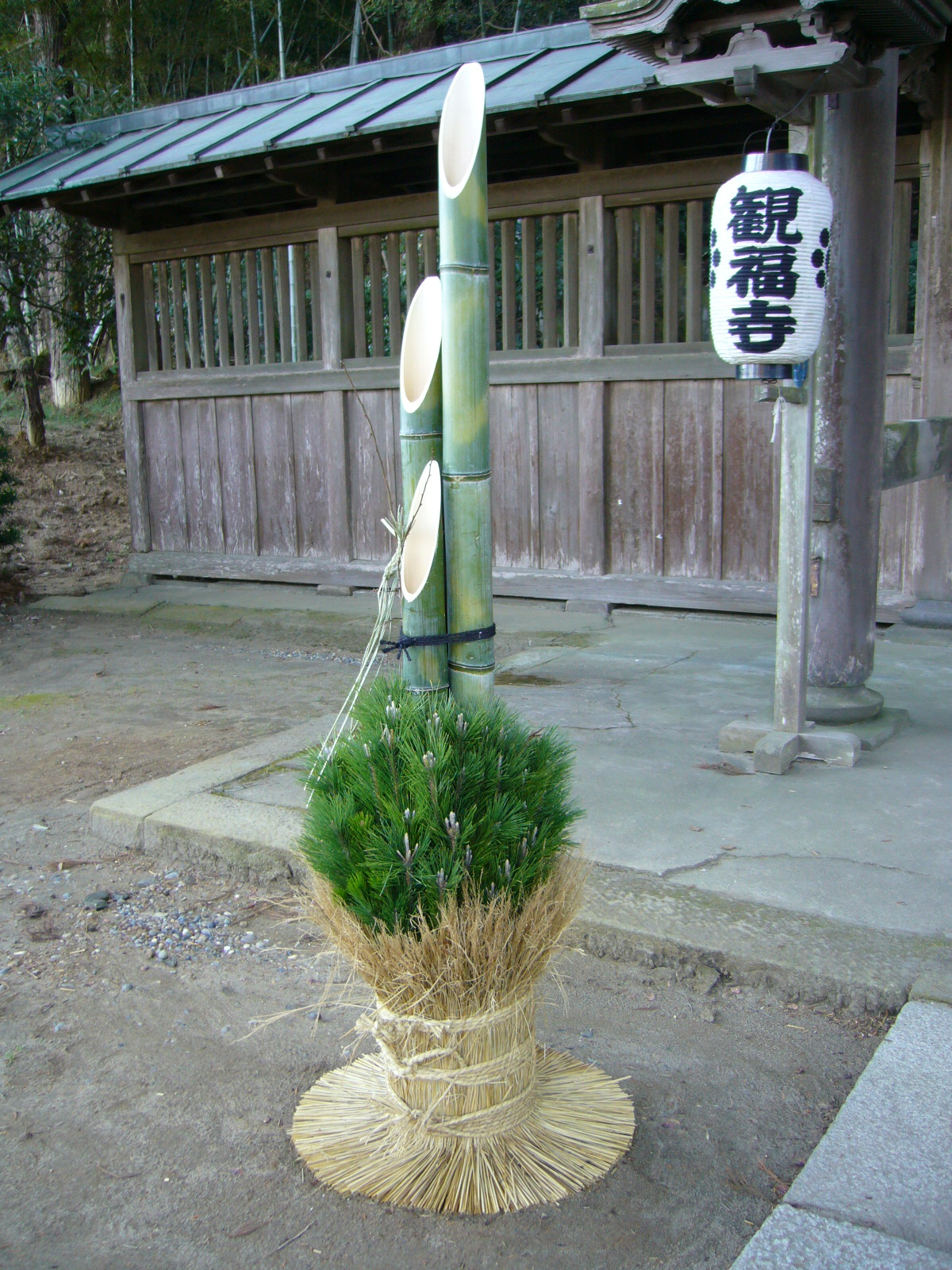
Kadomatsu of East Japan (Kantō region)
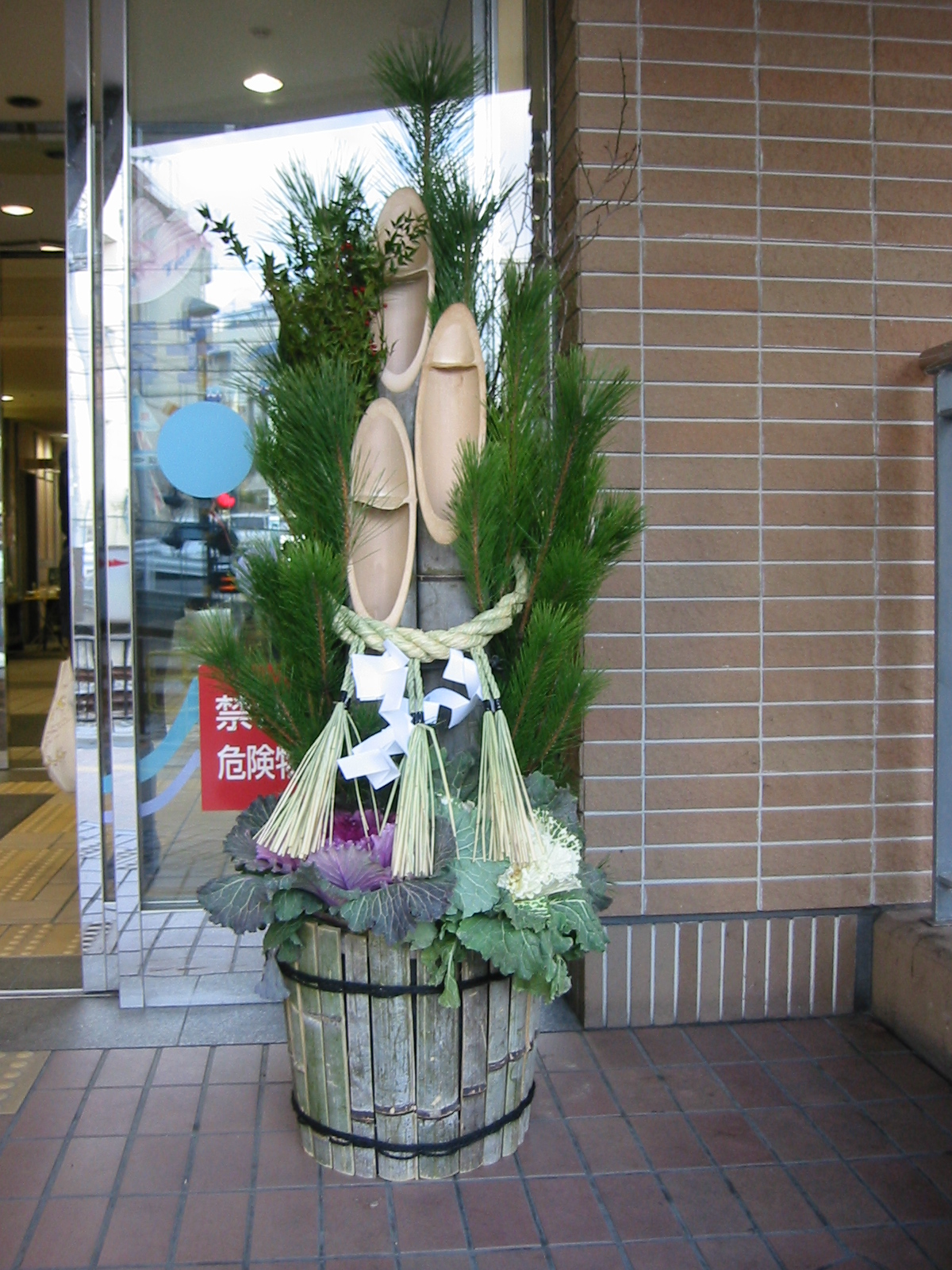
Kadomatsu of West Japan (Kansai region)
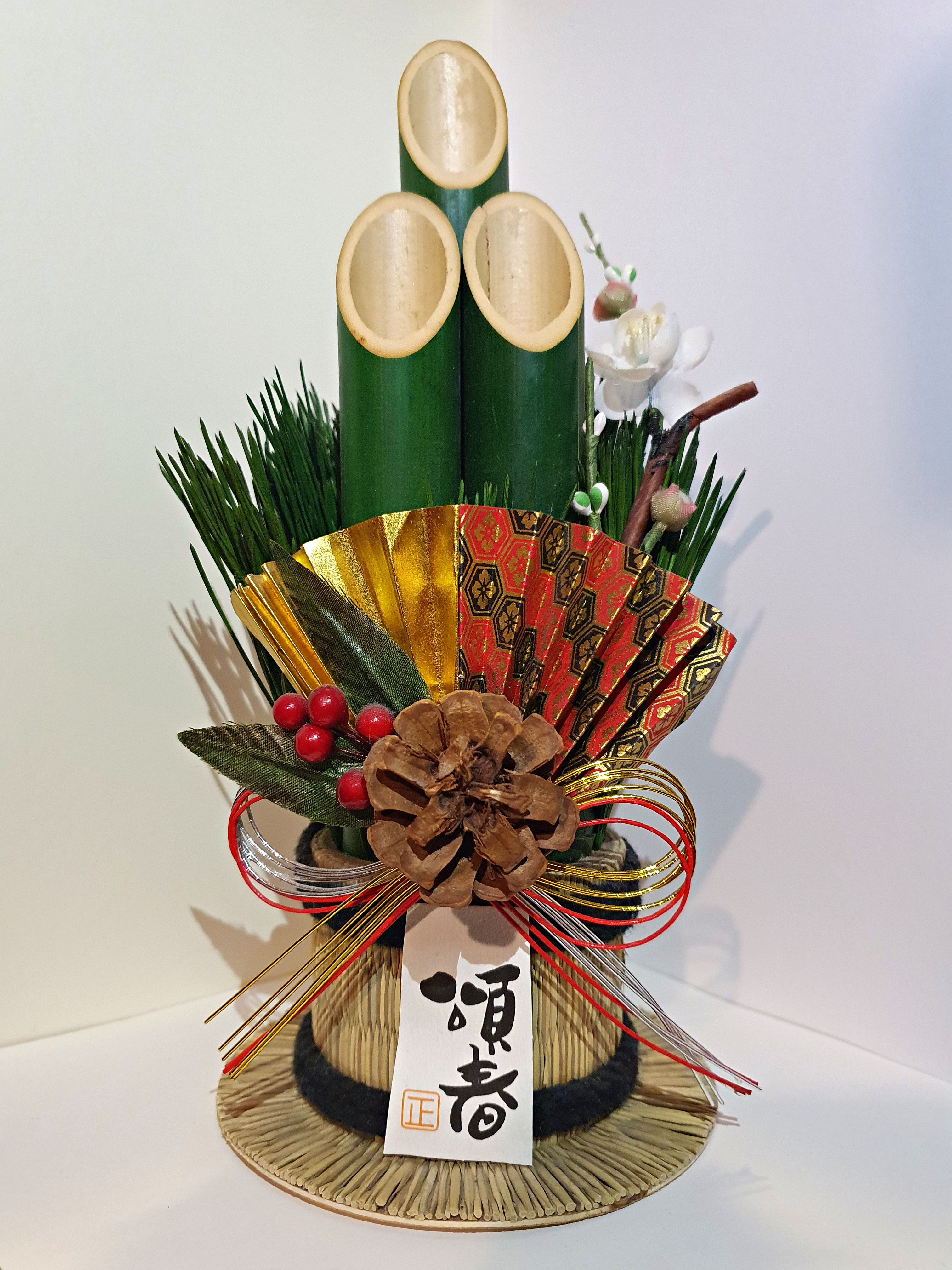
A small kadomatsu
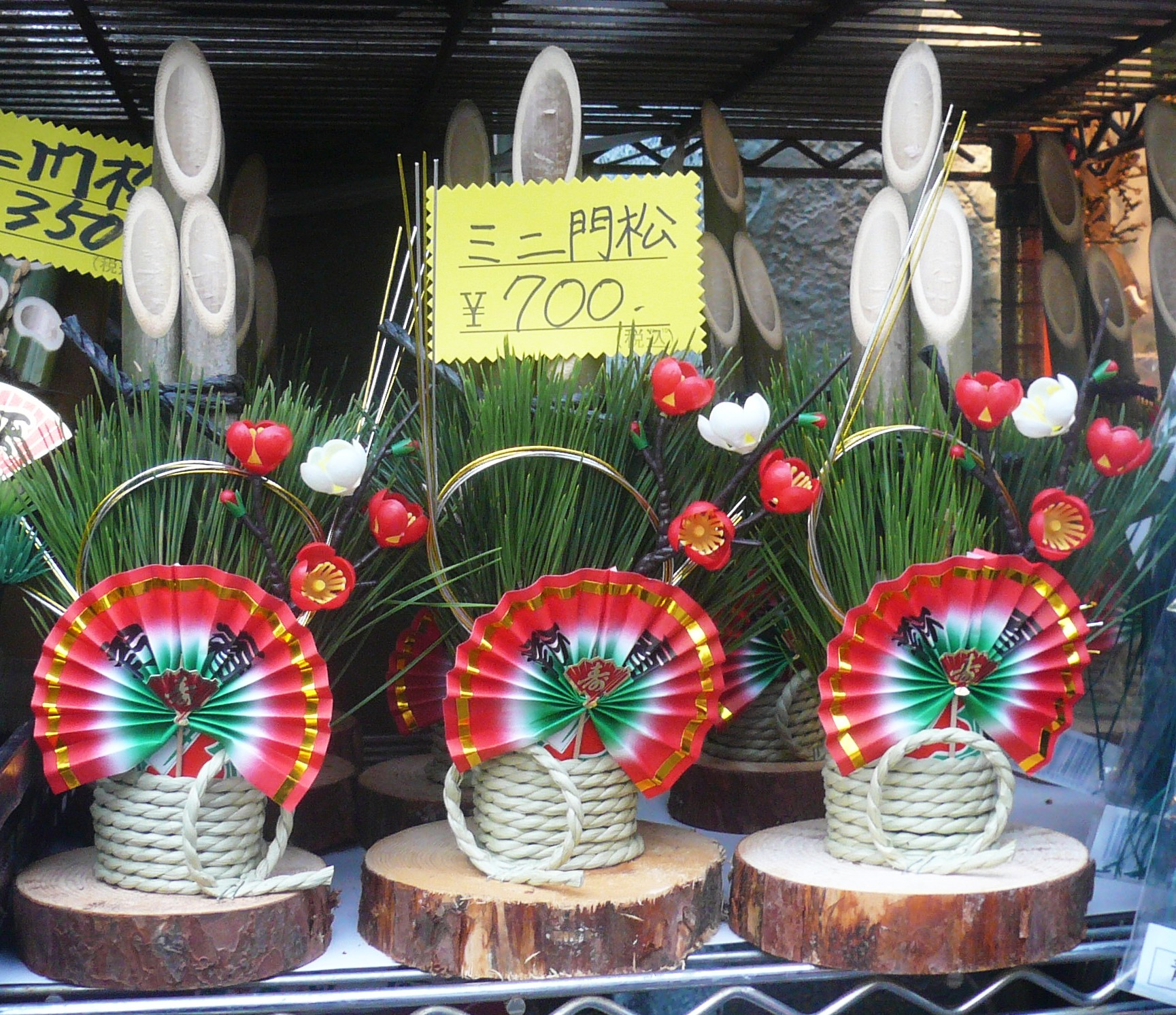
Three miniature kadomatsu being sold outside for 700 Yen each
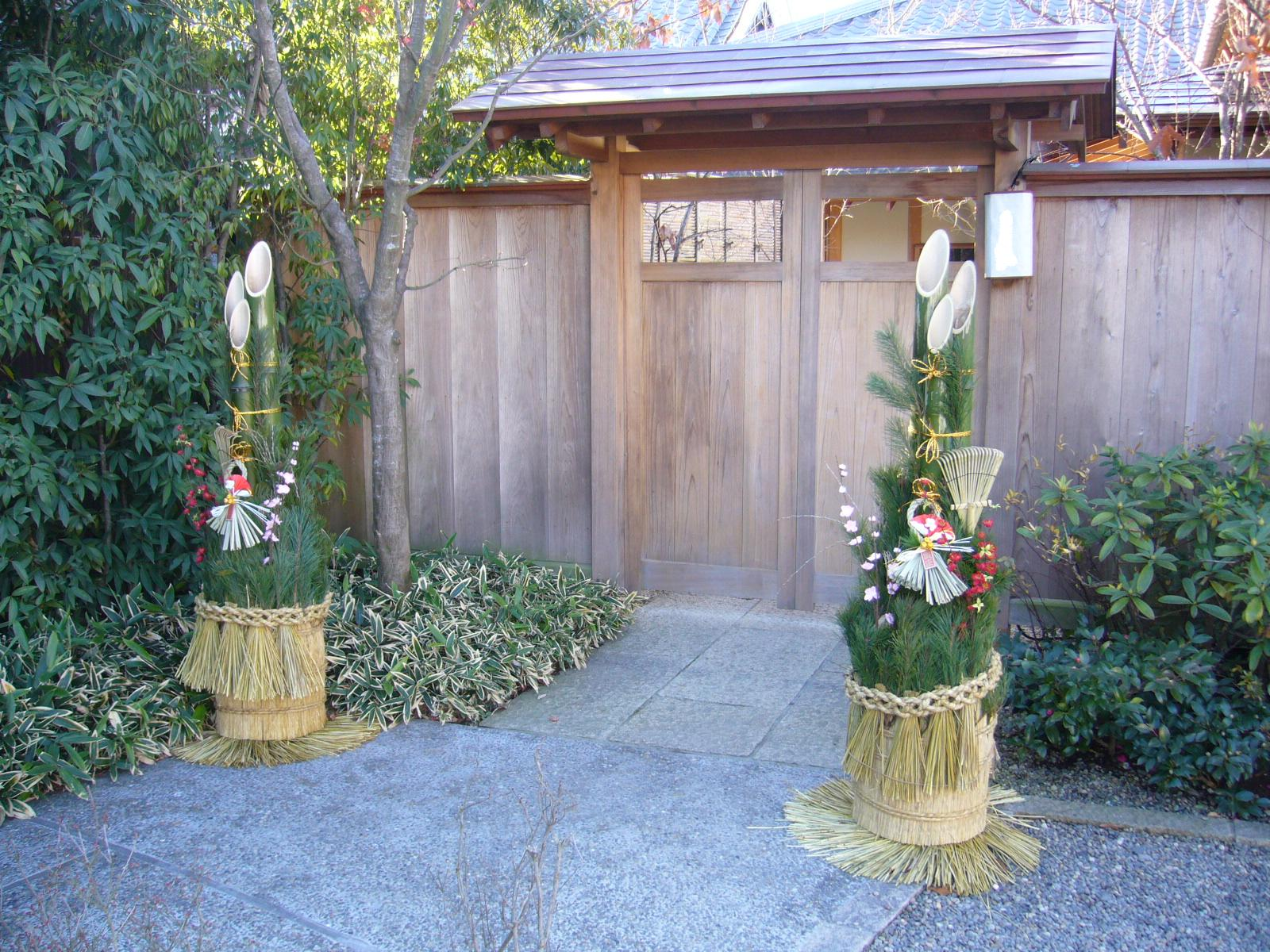
Kadomatsu
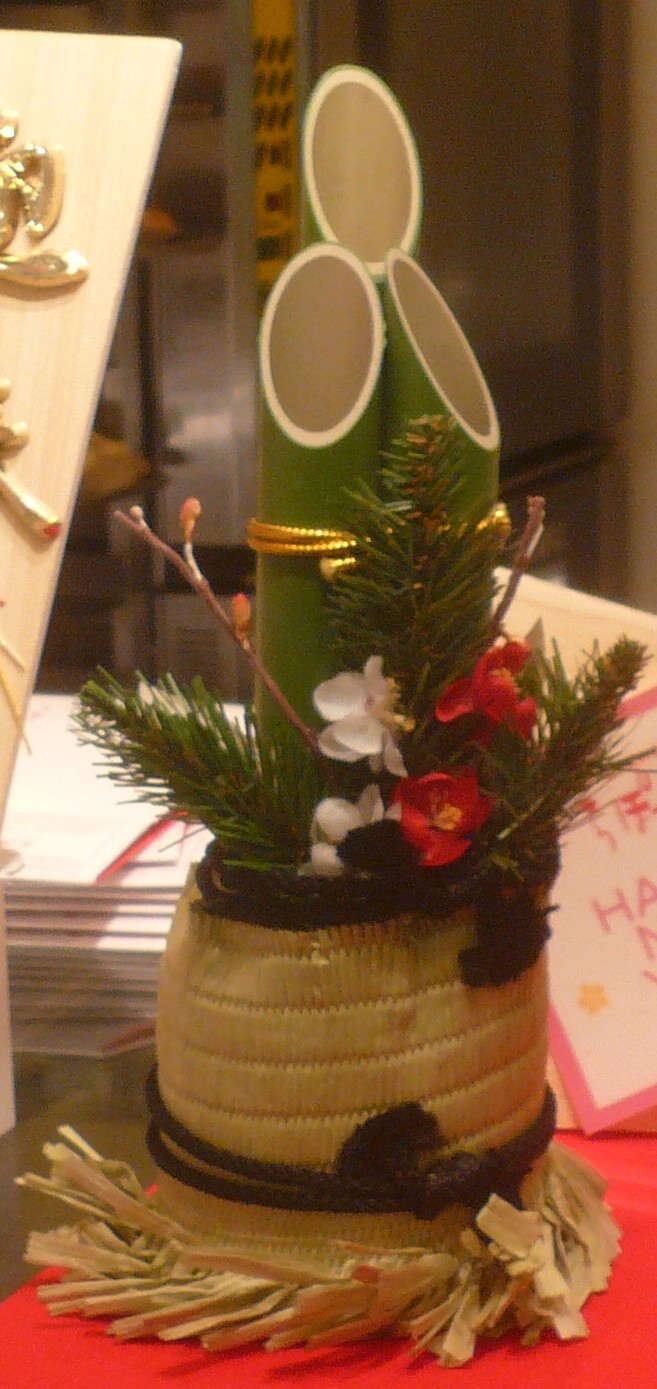
A small kadomatsu in a store
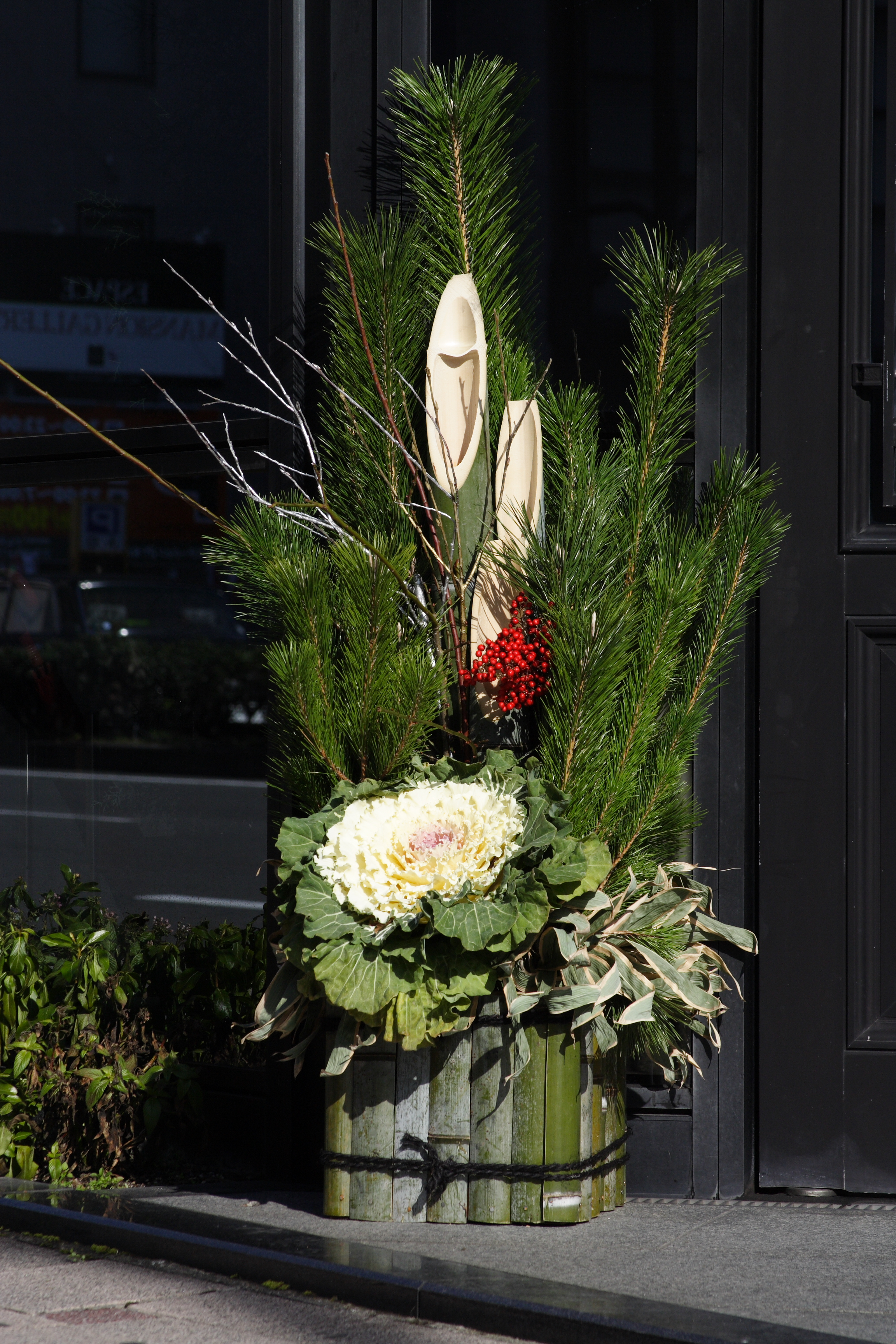
A kadomatsu in Kyoto style
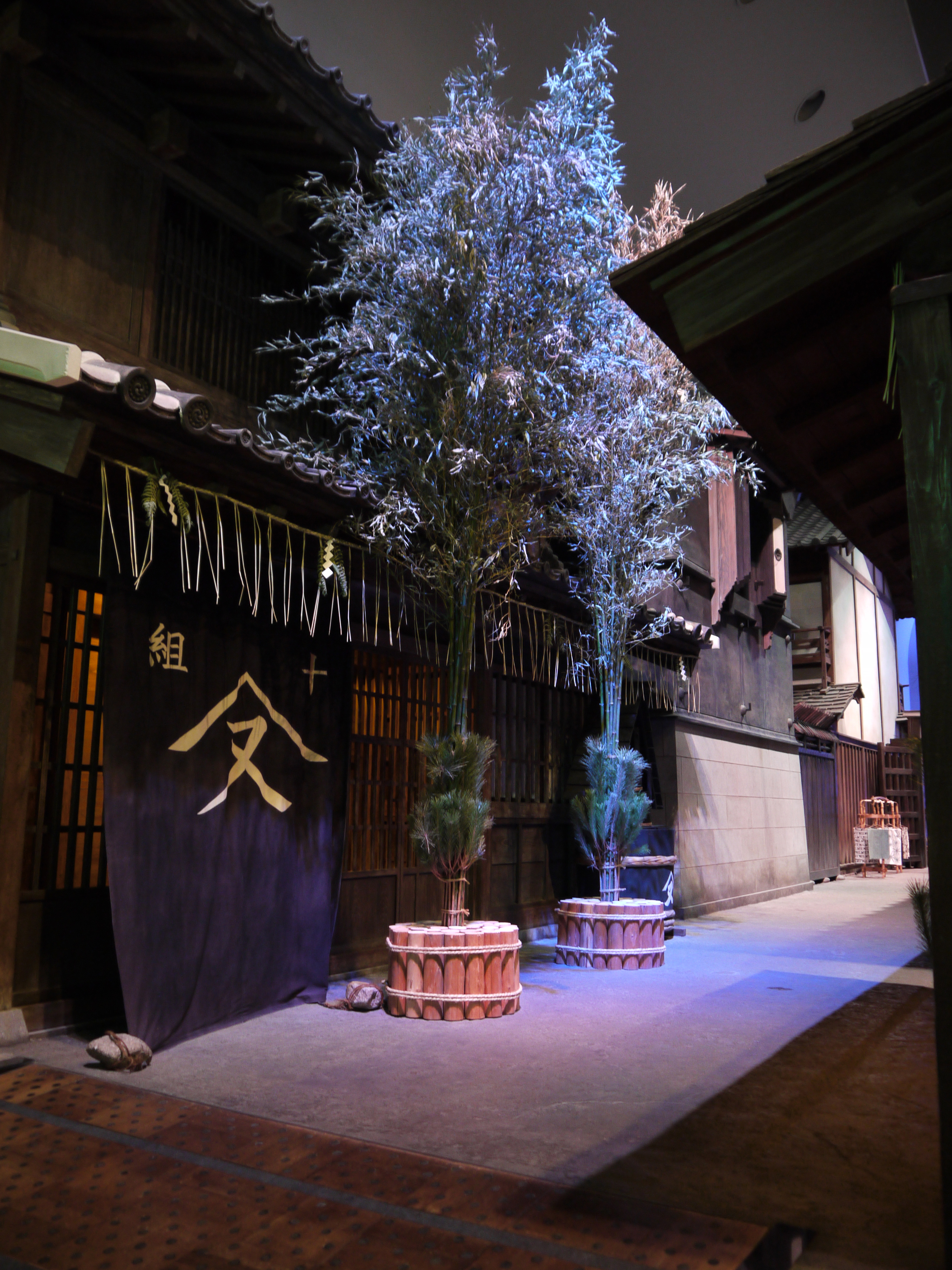
Kadomatsu in the style of the Edo period
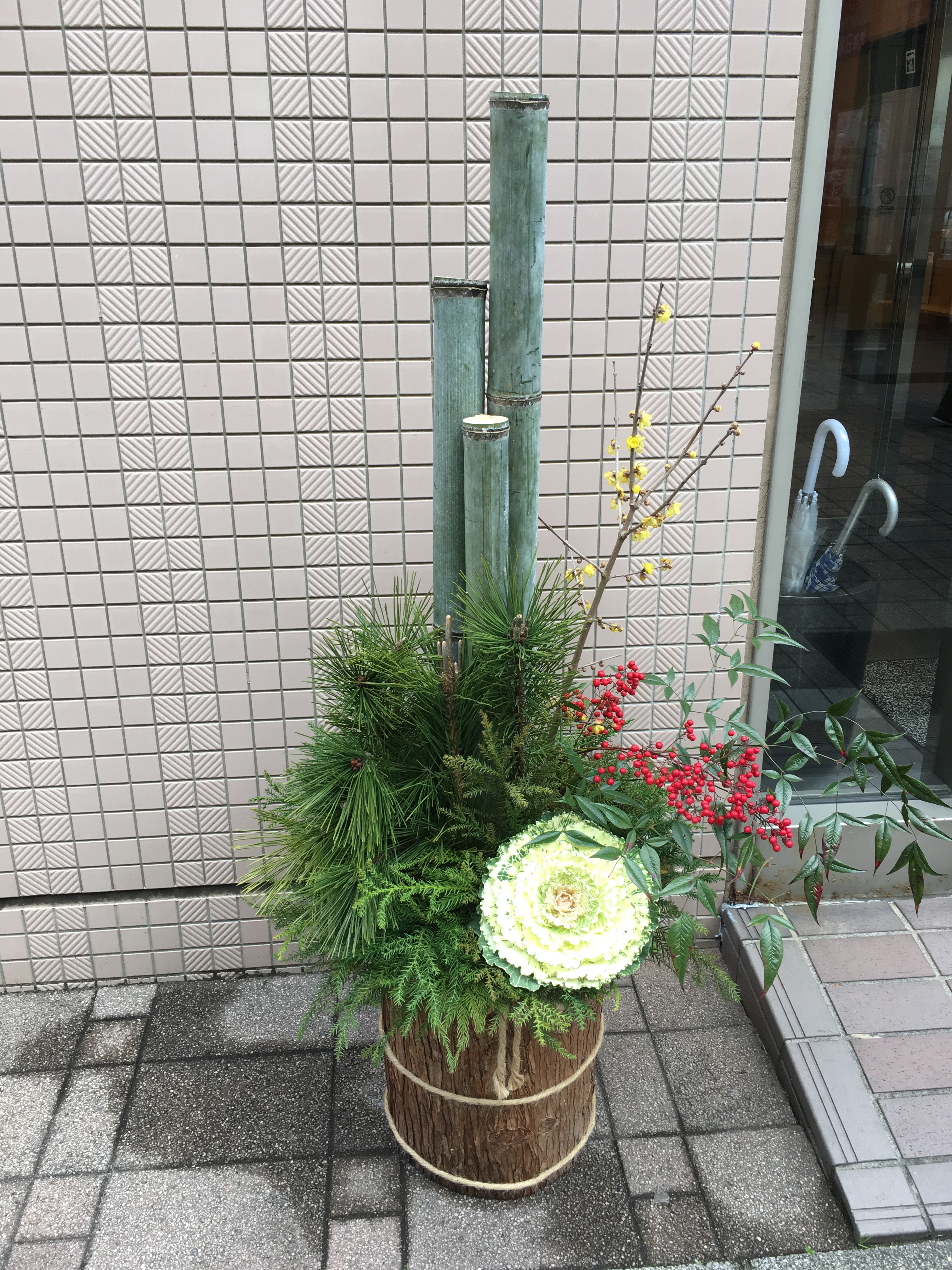
A flat topped kadomatsu in Shimane
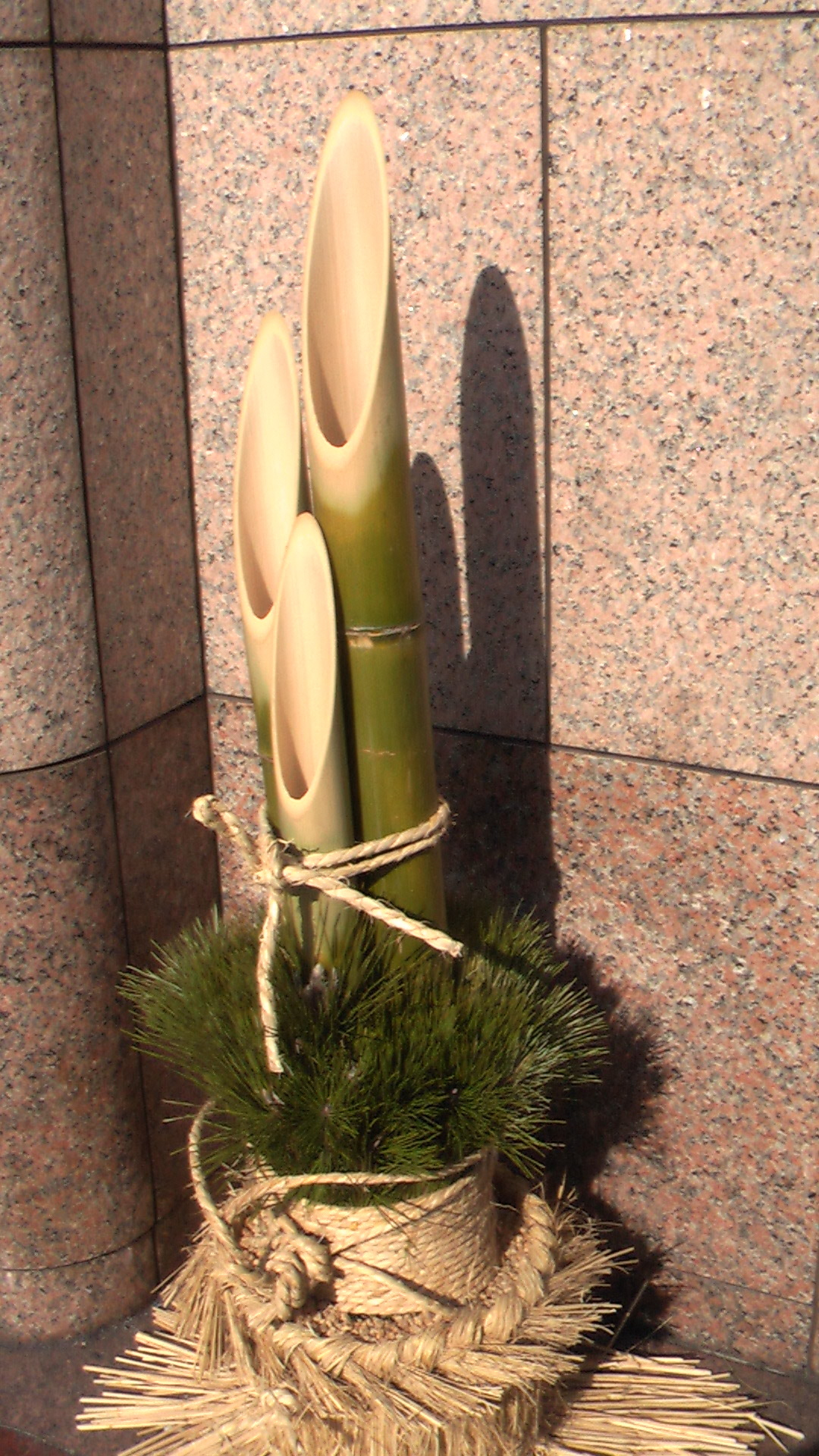
Kadomatsu in Kamakura